# 10992 Veryuslaviya
10992 Veryuslaviya là một tiểu hành tinh vành đai chính với chu kỳ quỹ đạo là 1326.7425187 ngày (3.63 năm).
Nó được phát hiện ngày 19 tháng 9 năm 1974.